# Lena
|  | Aquest article tracta sobre un riu de Rússia. Si cerqueu una cantant alemanya, vegeu «Lena Meyer-Landrut». |

El riu Lena (rus: Ле́на; buriat: Зүлхэ; en evenki: Елюенэ; iacut: Өлүөнэ), a Sibèria, és el desè riu més llarg del món i té la novena conca hidrogràfica en extensió. Travessa l'est de Sibèria de sud a nord per desembocar al mar de Làptev després d'un recorregut de més de 4.400 km, drenant una conca de 2.490.000 km².

## Curs
Neix a 1.640 m d'altitud a les muntanyes Baikal, al sud de l'altiplà de la Sibèria central, 20 km a l'oest del llac Baikal. Flueix cap al nord-est i rep aigües del Kirenga i del Vitim. Des de Iakutsk (capital de la República de Sakhà) penetra a les terres baixes, on rep les aigües de l'Oliokma i flueix cap al nord fins que se li ajunta l'Aldan per la dreta. La serralada de Verkhoiansk desvia el Lena cap al nord-est; llavors, després de rebre les aigües del Viliüi, continua cap al nord i desemboca al mar de Làptev (que forma part de l'oceà Àrtic), al sud-oest de les illes de Nova Sibèria, amb un delta de 30.000 km², travessat per set branques, la més important de les quals s'anomena Bylov, a l'est del delta.

### Delta

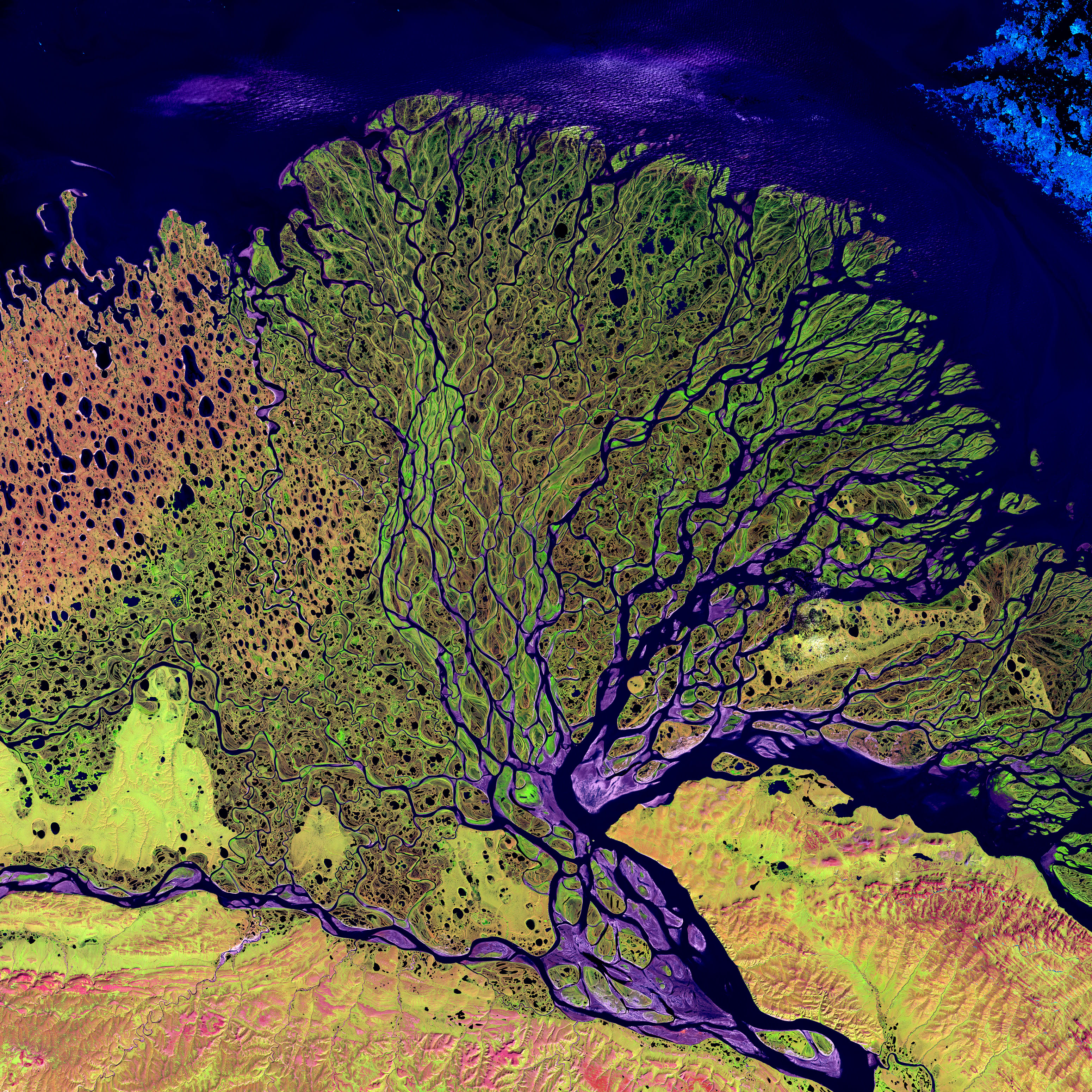
El delta del riu Lena per Landsat (febrer 2000)

El delta s'estén 100 km al mar de Làptev, té uns 400 km d'amplada i presenta una vegetació de tipus tundra, gelada durant uns set mesos a l'any, però cap al maig la regió es transforma en terres humides. Una part de l'àrea del delta està protegida com a Reserva Natural del Delta del Lena.
El delta del Lena es divideix en multitud d'illes planes. Les més importants són (d'oest a est): Chychas Aryta, Petrushka, Sagastyr, Samakh Ary Diyete, Turkan Bel'keydere, Sasyllakh Ary, Kolkhoztakh Bel'keydere, Grigoriy Diyelyakh Bel'kee (Illes Grigoriy), Nerpa Uolun Aryta, Misha Bel'keydere, Atakhtay Bel'kedere, Arangastakh, Urdiuk Pastakh Bel'key, Agys Past 'Aryta, Illa Dallalakh, Otto Ary, Ullakhan Ary i Orto Ues Aryta.
Turukannakh-Kumaga és una illa llarga i estreta a la vora occidental del delta.
Una de les illes del delta de Lena, Ostrov Amerika-Kuba-Aryta o Ostrov Kuba-Aryta, va rebre el nom de l'illa de Cuba durant l'època soviètica. Es troba a la vora nord del delta.
De les sorres del Vitim i de l'Oliokma se n'extreu or i s'han trobat restes de mamuts al delta.

## Règim
El règim del Lena és molt similar al de tots els altres rius siberians amb un curs sud-nord: mínim a l'hivern i primavera, en què el riu està segellat per gel que també pot assolir gruixos substancials (fins a 3 metres), i màxim a finals de primavera i estiu, associat a inundacions extenses com a conseqüència d'augments del nivell de l'aigua que poden arribar, de mitjana a 18 metres al curs inferior i 10-15 al curs mitjà. Ocasionalment pot arribar a nivells encara més alts: el maig de 2001 la ciutat de Lensk va ser parcialment destruïda per una inundació durant la qual el nivell de l'aigua va augmentar a més de 19 metres per sobre del nivell mitjà. Com a regla general, el període de cabal màxim d'aigua avança des de la font cap a la boca: al curs superior del Lena el mes amb major cabal d'aigua és el maig, mentre que al curs inferior i al delta és el juny.

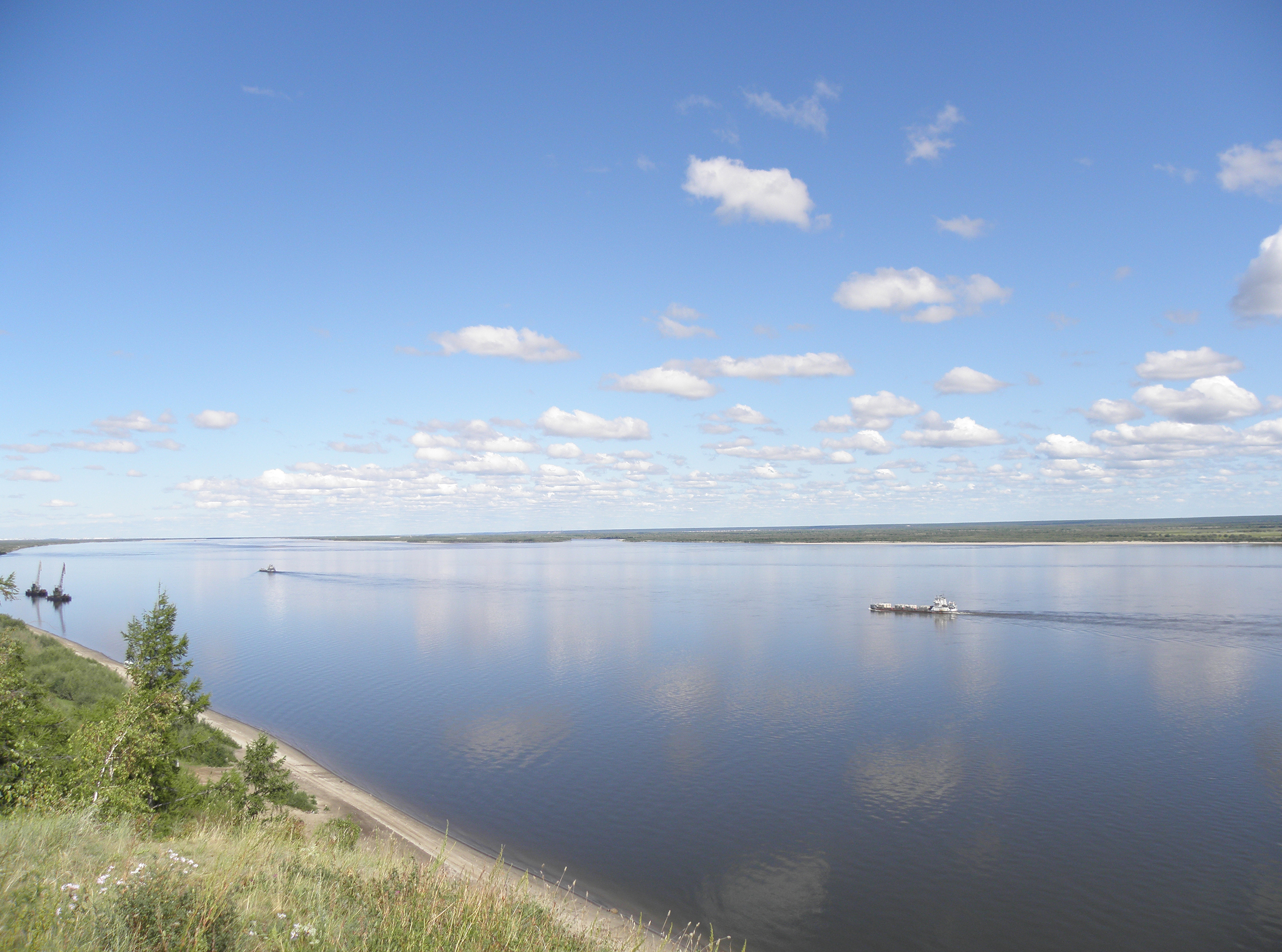
El Lena al curs mitjà, durant el període estival.

Els valors del cabal mostren grans variacions durant l'any; a la desembocadura, en comparació amb una mitjana anual de 17.000 m³/s, pot haver-hi uns mínims d'uns 400 m³/s enfront dels màxims de 200.000 m³/s. Pel que fa a la tendència dels valors mitjans anuals, hi ha 480 m³/s a la desembocadura del Kirenga, 1.700 m³/s a la desembocadura del Vitim, 4.500 m³/s a la desembocadura de l'Oliokma i 12.100 m³/s a la desembocadura del Viliüi. En total, per tant, el Lena aboca anualment aproximadament 540 km³ d'aigua al mar de Laptev, transportant aproximadament 12 milions de tones de sediments.
El Lena manifesta un fenomen comú a tots els altres grans rius siberians; els períodes de gelades, tot i que són molt llargs a tot arreu, es diferencien a les regions del sud (trams superiors), en què duren des de mitjans d'octubre - novembre fins a finals d'abril - principis de maig, de les regions del nord (curs superior), en què s'estenen des de finals de setembre - principis d'octubre fins a finals de maig - principis de juny. Aquest desgel diferencial fa que l'aigua del desgel comenci a fluir primer des del curs superior, acumulant-se, a mesura que flueix cap al nord, en una “presa” formada per gel encara no fos. Aquest impediment, combinat amb la planor de les formes geomorfològiques, dificulta encara més el drenatge de l'aigua amb el resultat de crear immensos pantans.

### Fluxos mensuals mitjans
La taula següent mostra els valors mitjans de cabal mensuals (expressats en m³/s) del Lena en algunes estacions de hidrometria, situades en ordre des del naixement fins a la desembocadura.
| Estació de mesurament | Distància fins a la desembocadura | gen   | feb   | mar   | abr   | mai    | jun    | jul    | ago    | set    | oct    | nov   | des   | any    |
| --------------------- | --------------------------------- | ----- | ----- | ----- | ----- | ------ | ------ | ------ | ------ | ------ | ------ | ----- | ----- | ------ |
| Kačug                 | 3.968 km                          | 27    | 24    | 23    | 55    | 204    | 189    | 161    | 137    | 120    | 75     | 36    | 33    | 90     |
| Žigalovo              | 3.803 km                          | 40    | 34    | 34    | 67    | 344    | 247    | 190    | 162    | 135    | 89     | 54    | 45    | 120    |
| Zmeinovo              | 3.139 km                          | 357   | 310   | 285   | 416   | 3.130  | 3.341  | 1.668  | 1.236  | 1.129  | 792    | 393   | 427   | 1.124  |
| Krestovskoe           | 2.655 km                          | 918   | 759   | 687   | 808   | 7.309  | 13.439 | 8.426  | 6.527  | 5.840  | 3.048  | 1.102 | 1.118 | 4.165  |
| Soljanka              | 2.078 km                          | 1.376 | 1.103 | 952   | 996   | 12.525 | 21.909 | 13.985 | 10.770 | 9.820  | 5.005  | 1.413 | 1.638 | 6.791  |
| Tabaga                | 1.527 km                          | 1.489 | 1.148 | 961   | 917   | 11.172 | 23.561 | 14.917 | 11.036 | 10.083 | 5.629  | 1.528 | 1.650 | 7.007  |
| Kjusjur               | 211 km                            | 2.838 | 2.232 | 1.736 | 1.426 | 6.535  | 74.034 | 39.940 | 27.353 | 24.265 | 14.264 | 3.514 | 2.955 | 16.761 |
| Illot de Stolb        | 5 km                              | 3.141 | 2.669 | 2.119 | 1.759 | 5.909  | 61.833 | 39.478 | 26.167 | 21.890 | 13.196 | 3.342 | 3.074 | 15.382 |

#### Gràfics de cabal mitjà mensual
- Cabal del Lena (en m³/s) a Tabaga, al curs mitjà (61° 49′ 50″ N, 129° 59′ 55″ E / 61.83056°N,129.99861°E, distància a la desembocadura 1.527 km); període 1936-1999[14]

- Cabal del Lena (en m³/s) a Kjusjur, al curs inferior (70° 41′ 05″ N, 127° 21′ 40″ E / 70.68472°N,127.36111°E, distància a la desembocadura 211 km); període 1934-2000[15]

- Cabal del Lena (en m³/s) a l'illot de Stolb, al delta (72° 22′ 12″ N, 126° 48′ 00″ E / 72.37000°N,126.80000°E, distància a la desembocadura 5 km); període 1976-1994[16]

## Conca

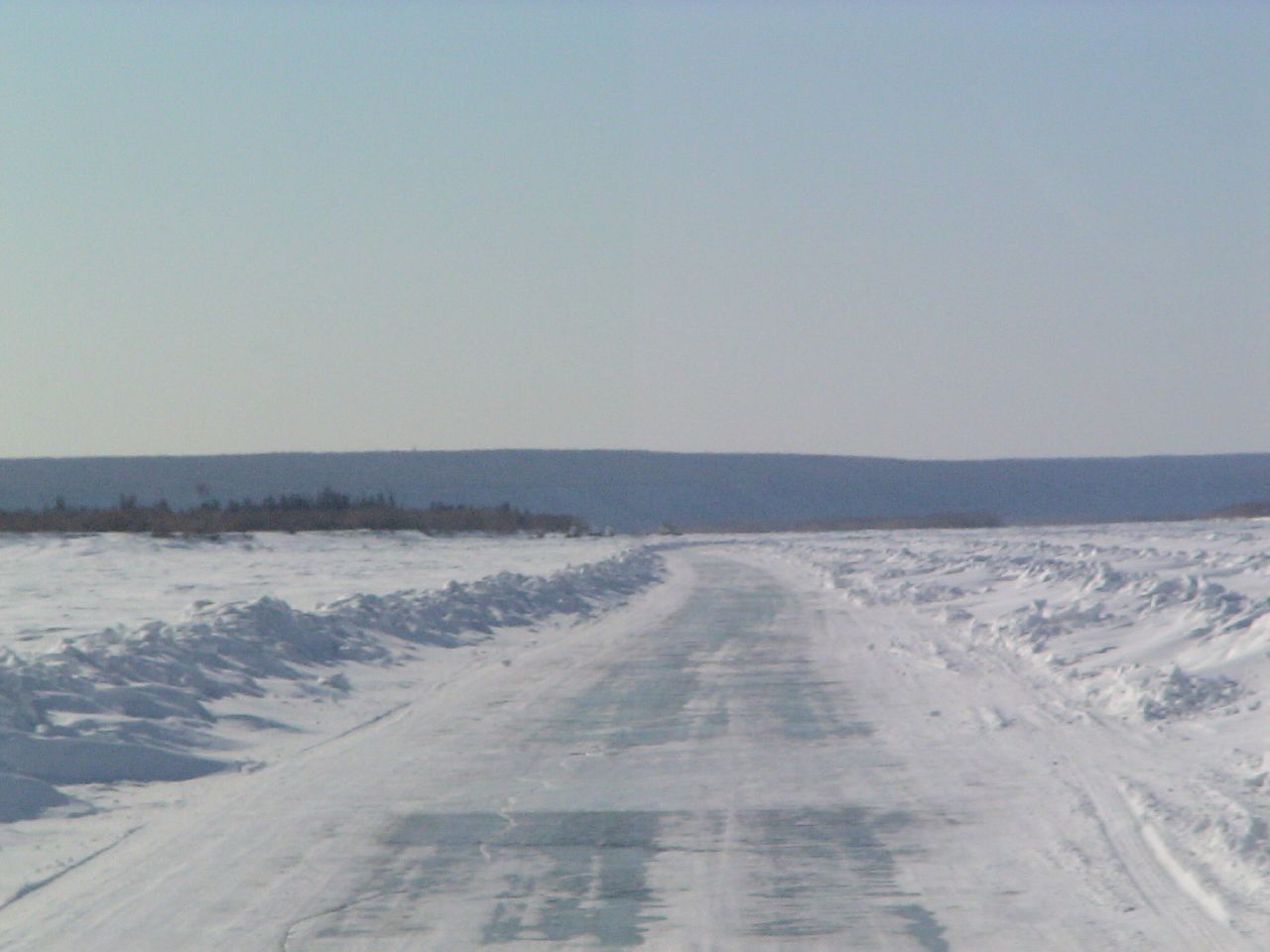
A l'hivern, el gel arriba a gruixos de fins a 3 metres, cosa que fa possible que els vehicles de carretera normals creuin el riu. Tan bon punt s'arriba a un gruix acceptable, el llit del riu s'utilitza com a carretera normal. Per tant, malgrat la manca de ponts, els mesos d'hivern el Lena no obstaculitza les comunicacions per terra.

La zona de captació del Lena coincideix pràcticament amb tota la Sibèria oriental, ja que s'estén sobre els territoris de la República de Sakhà, el krai de Khabàrovsk i l'òblast d'Irkutsk; és una zona amb un clima continental dur, caracteritzada per hiverns llargs i molt rígids (s'assoleixen algunes de les temperatures més baixes de l'hemisferi nord) i estius curts i càlids; a la ciutat d'Iakutsk, la principal de la seva conca, es registren mitjanes d'uns -43 °C al gener i de 19 °C al juliol. Les precipitacions són escasses, sobretot a la part nord, i cauen principalment a l'estiu. La duresa climàtica provoca una extensa congelació del sòl, que a la major part de la conca és permanent (permagel); en algunes zones, la capa permanentment congelada pot superar els 1.000 metres.
La coberta vegetal més freqüentada a la conca ve donada per la taigà, el bosc boreal de coníferes i bedolls que cobreix enormes extensions a tot el nord euroasiàtic; no obstant això, a causa de les condicions climàtiques extremadament dures i de la presència de permagel (que es descongela a l'estiu només a una profunditat de poc més d'un metre), el bosc no és exuberant i es renova amb dificultat. A la zona de la desembocadura i el curs inferior del riu, les temperatures estiuenques baixen per sota del límit de creixement dels arbres: són les zones de la tundra àrtica, sense vegetació arbòria, cobertes per una vegetació raquítica d'herbes, molses, líquens i caracteritzada per la presència de sòls poligonals i pantans molt extensos.
Això provoca una densitat de població extremadament baixa, cosa que significa que, malgrat la seva mida, el riu no té una gran importància des del punt de vista econòmic; el motiu principal que va conduir a l'assentament rus de la zona és l'abundància de matèries primeres (fusta derivada d'immensos boscos, carbó, petroli, gas natural) i recursos minerals (or, diamants). A més, a l'era soviètica, es va explotar l'immens potencial energètic dels rius de la conca; es van construir dues centrals elèctriques, una al riu Viliüi i una al riu Mamakan, un petit afluent de l'Aldan.
El Lena també té certa importància com a via de comunicació, ja que és navegable durant diversos milers de quilòmetres, des de la desembocadura fins a la ciutat de Kačug, a la part alta; els seus principals afluents també permeten la navegació durant centenars de quilòmetres fins a la confluència. A més, a l'hivern, la gruixuda capa de gel permet creuar en qualsevol punt fins i tot amb vehicles pesants, garantint que el Lena no representi un obstacle per a les comunicacions per terra.

### Afluents

La conca del Lena.

L'enorme extensió de la conca del Lena significa que recull les aigües de centenars d'afluents i subafluents (no casualment un dels seus sobrenoms antics era "el riu dels mil afluents"). Entre les moltes corrents rebudes, les més importants (algunes de les quals, com els rius Vitim, Viliüi, Oliokma o Aldan, de més de 1.000 km de longitud) es mostren a la taula següent.

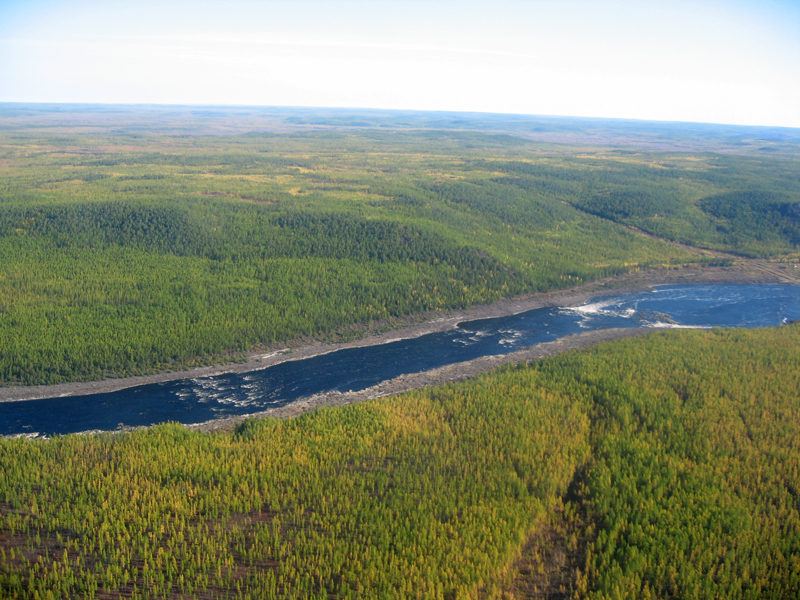
El riu Viliüi.

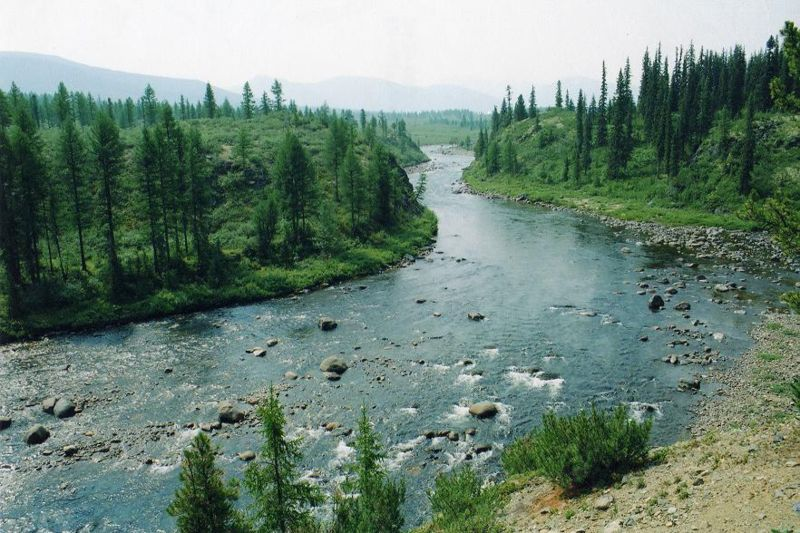
El riu Čaja.

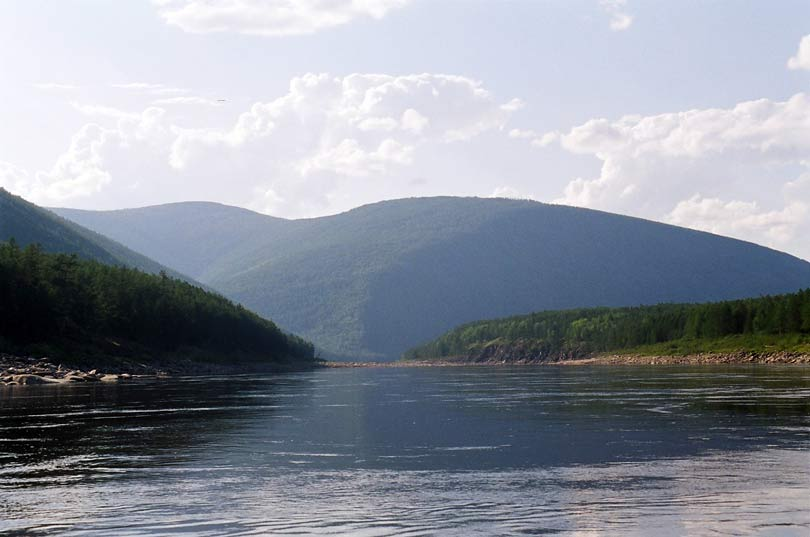
El riu Vitim.

| Riu               | Llargada | Origen hidrogràfic | Distància des de la desembocadura |
| ----------------- | -------- | ------------------ | --------------------------------- |
| Ėekit             | 141 km   | esquerre           | 183 km                            |
| Bësjuke           | 152 km   | dret               | 296 km                            |
| Kuranach-Siktjach | 52 km    | dret               | 361 km                            |
| Uėl'-Siktjach     | 247 km   | dret               | 383 km                            |
| Molodo            | 556 km   | esquerre           | 413 km                            |
| Džardžan          | 352 km   | dret               | 513 km                            |
| Natara            | 187 km   | dret               | 551 km                            |
| Menkere           | 402 km   | dret               | 603 km                            |
| Motorčuna         | 423 km   | esquerre           | 606 km                            |
| Muna              | 715 km   | esquerre           | 606 km                            |
| Kjulenke          | 211 km   | esquerre           | 620 km                            |
| Choruongka        | 377 km   | esquerre           | 696 km                            |
| Soboloch-Majan    | 411 km   | dret               | 700 km                            |
| Uchunku           | 148 km   | dret               | 703 km                            |
| Begidžjan         | 262 km   | dret               | 740 km                            |
| Oručan            | 232 km   | dret               | 818 km                            |
| Undjuljung        | 414 km   | dret               | 820 km                            |
| Taryn-Jurjach     | 105 km   | esquerre           | 834 km                            |
| Bachanaj          | 250 km   | esquerre           | 835 km                            |
| Innjach           | 123 km   | dret               | 918 km                            |
| Kjundjudej        | 240 km   | dret               | 921 km                            |
| Linde             | 804 km   | esquerre           | 985 km                            |
| Djanyška          | 332 km   | dret               | 990 km                            |
| Mundalyk          | 103 km   | dret               | 1.037 km                          |
| Ljapiske          | 299 km   | dret               | 1.057 km                          |
| Tympylykan        | 357 km   | esquerre           | 1.086 km                          |
| Viliüi            | 2.650 km | esquerre           | 1.102 km                          |
| Lungcha           | 508 km   | esquerre           | 1.132 km                          |
| Ljunkjubej        | 114 km   | dret               | 1.139 km                          |
| Tjugene           | 492 km   | esquerre           | -                                 |
| Sitte             | 431 km   | esquerre           | 1.157 km                          |
| Čočuma            | 144 km   | dret               | 1.166 km                          |
| Chančaly          | 241 km   | esquerre           | 1.260 km                          |
| Kenkeme           | 589 km   | esquerre           | 1.275 km                          |
| Beljanka          | 217 km   | dret               | 1.277 km                          |
| Aldan             | 2.273 km | dret               | 1.311 km                          |
| Suola             | 224 km   | dret               | 1.488 km                          |
| Tamma             | 216 km   | dret               | 1.528 km                          |
| Menda (riu)       | 168 km   | dret               | 1.565 km                          |
| Ljutenge          | 140 km   | dret               | 1.577 km                          |
| Buotama           | 418 km   | dret               | 1.609 km                          |
| Sinjaja           | 597 km   | esquerre           | 1.716 km                          |
| Tuolba            | 395 km   | dret               | 1.875 km                          |
| Marchačan         | 248 km   | esquerre           | 1.914 km                          |
| Markha            | 346 km   | esquerre           | 1.928 km                          |
| Tuolbačan         | 181 km   | dret               | 1.954 km                          |
| Namana            | 444 km   | esquerre           | 2.044 km                          |
| Oliokma           | 1.436 km | dret               | 2.089 km                          |
| Birjuk            | 267 km   | esquerre           | 2.160 km                          |
| Čerendej          | 226 km   | esquerre           | 2.178 km                          |
| Malyj Patom       | 136 km   | dret               | 2.323 km                          |
| Bol'šoj Patom     | 460 km   | dret               | 2.334 km                          |
| Ura               | 181 km   | esquerre           | 2.366 km                          |
| Džerba            | 320 km   | esquerre           | 2.395 km                          |
| Njuja             | 798 km   | esquerre           | 2.420 km                          |
| Bol'šaja Kontajka | 174 km   | dret               | 2.472 km                          |
| Chamra            | 145 km   | esquerre           | 2.582 km                          |
| Pilka             | 117 km   | dret               | 2.599 km                          |
| Peleduj           | 398 km   | esquerre           | 2.690 km                          |
| Vitim             | 1.837 km | esquerre           | 2.714 km                          |
| Čuja              | 512 km   | dret               | 2.740 km                          |
| Ičera             | 138 km   | esquerre           | 2.973 km                          |
| Čaja              | 353 km   | dret               | 3.017 km                          |
| Čečuj             | 231 km   | dret               | 3.034 km                          |
| Kirenga           | 746 km   | dret               | 3.155 km                          |
| Bol'šaja Tira     | 219 km   | esquerre           | 3.305 km                          |
| Tajura            | 216 km   | dret               | 3.384 km                          |
| Kuta              | 408 km   | esquerre           | 3.466 km                          |
| Ilga              | 289 km   | esquerre           | 3.773 km                          |
| Tutura            | 222 km   | dret               | 3.812 km                          |
| Anga              | 167 km   | dret               | 3.969 km                          |
| Manzurka          | 214 km   | esquerre           | 3.980 km                          |

## Història

### Exploració
Segons els contes populars relatats un segle més tard, entre els anys 1620 i 1623, un grup de caçadors de pells russos sota la direcció de Demid Pianda va navegar el Níjniaia Tunguska riu amunt, van descobrir el Lena i hi van portar les seves embarcacions o en va construir de noves. El 1623 Pianda va explorar uns 2.400 km del riu des dels seus trams superiors fins a la Iakutia central. El 1628 Vasily Bugor i deu homes van arribar al riu Lena, van recollir 'yasak' (tributs) dels indígenes i després van fundar Kírensk el 1632. El 1631 el voivoda d'Ienisseisk va enviar a Pyotr Beketov i vint homes per construir una fortalesa a Iakutsk (fundada el 1632). Des d'Iakutsk es van estendre altres expedicions cap al sud i l'est. Es va arribar al delta del Lena el 1633.
Dos dels tres grups de supervivents de l'expedició Jeannette van arribar al delta de Lena el setembre de 1881. El grup dirigit per l'enginyer George W. Melville va ser rescatat per caçadors nadius tungusos. Del grup dirigit pel capità George W. De Long només dos dels homes van sobreviure, els altres van morir de fam.
El baró Eduard Von Toll, acompanyat per Alexander von Bunge, va dirigir una expedició que va explorar el delta de Lena i les illes de Nova Sibèria en nom de l'Acadèmia de Ciències de Rússia el 1885. El 1886 van explorar les illes Nova Sibèria i el riu Iana i els seus afluents. Durant un any i dos dies, l'expedició va cobrir 25.000 km, dels quals 4.200 km eren riu amunt, realitzant prospeccions geodèsiques en ruta.

### Poblament
Els anys anteriors a l'arribada dels russos, els grups ètnics més estesos a la conca de la Lena eren els iacuts, establerts a la conca mitjana entre la confluència de l'Aldan i del Viliüi i arribaven de regions més meridionals, al voltant del llac Baikal, en nombroses onades migratòries que van acabar cap al 1500. Un altre grup ètnic important establert a la conca del Lena van ser els evenkis (també anomenats tungus), assentats en petits grups sobre un vast territori a la conca alta i mitjana, i els eveni, una població àrtica que resideix al curs baix del riu i a l'àrea de la desembocadura. La densitat de població en aquests territoris era tanmateix molt baixa i els vasts territoris eren gairebé deshabitats.
A la primera meitat del segle XVII va començar la colonització russa, quan els cosacs al servei de les famílies russes més poderoses, després l'exèrcit regular, van avançar en una lenta marxa cap a l'est. La primera afirmació decisiva de l'autoritat russa a la zona es remunta a aquests anys, amb la submissió al pagament d'impostos per part de les poblacions indígenes. El primer lloc avançat rus a la conca del Lena va ser el campament d'hivern d'Ust'-Kutskoe, que més tard es va convertir en la ciutat d'Ust-Kut. La fundació de la ciutat d'Iakutsk es remunta al 1632 pels cosacs, que deu anys després va ser elevada a l'estatus de ciutat, convertint-se en el centre administratiu de Sibèria oriental; al 1663 la de la ciutat de Lensk i al 1682 la de Pokrovsk. No obstant això, durant moltes dècades, la població russa era escassa, limitada principalment a camps militars o camps de treballs forçats.
Un augment decisiu de la població russa a la conca del Lena va arribar només al segle xx, afavorit per l'ús massiu de la pràctica de la deportació, tant pel govern tsarista com, sobretot, pel soviètic; la fundació de diverses ciutats de la regió es remunta a la primera meitat del segle XX (en alguns casos fins i tot després), algunes de les quals es troben entre les aglomeracions urbanes més grans de la zona: Aldan va ser fundada el 1923, Niurbà el 1930, Mirni el 1955 i Nériungri, una ciutat minera a la part sud de la conca, el 1975.
Aquesta atracció de la població russa de l'oest va provocar ràpidament el seu avançament numèric a tots els altres grups ètnics anteriorment dominants; recentment, però, amb el col·lapse del règim soviètic, el flux s'ha invertit i avui els iakuts tornen a ser predominants, almenys a la seva República Autònoma.